# Sălcioara, Buzău
Sălcioara este un sat în comuna Ghergheasa din județul Buzău, Muntenia, România. Se află în nord-estul județului, în Câmpia Râmnicului.
La sfârșitul secolului al XIX-lea, satul Sălcioara constituia o comună de sine stătătoare în plasa Râmnicul de Jos a județului Râmnicu Sărat, având o populație de 814 locuitori. În comună funcționa o biserică zidită la 1864 de clucerul Costache Niculescu-Câță și o școală mixtă cu 53 de elevi, fondată în 1886. În 1925, comuna era inclusă în plasa Boldu a aceluiași județ și avea 1063 de locuitori.
Comuna a fost desființată în perioada comunistă a României, fiind inclusă în comuna Ghergheasa, arondată județului Buzău.